# Heinrich Heine
Christian Johann Heinrich Heine (Düsseldorf, 13 de diciembre de 1797-París, 17 de febrero de 1856) fue uno de los más destacados poetas y ensayistas alemanes del siglo XIX.
Heine es considerado el último poeta del Romanticismo y al mismo tiempo su enterrador. Heine conjura el mundo romántico —y todas las figuras e imágenes de su repertorio— para destruirlo. Tras el enorme éxito cosechado por su temprano Libro de Canciones (1827), que conoció doce ediciones en vida del autor, da por agotada "la lírica sentimental y arcaizante, y se abre paso a un lenguaje más preciso y sencillo, más realista".
A partir de entonces consiguió dotar de lirismo al lenguaje cotidiano y elevar a la categoría literaria géneros en aquel momento considerados menores, como el artículo periodístico, el folletín o los relatos de viaje. Además concedió al idioma alemán una elegante sencillez que este nunca antes había conocido. Heine fue tan amado como temido por su comprometida labor como periodista, crítico, político, ensayista, escritor satírico y polemista. Debido a su origen judío y a su postura política Heine fue constantemente excluido y hostigado. En 1831 se exilió en París, donde pasó sus últimos veinticinco años. Su actitud solitaria impregnó su vida, su obra y su recepción de ideas extranjeras. Heine sigue siendo hoy en día uno de los poetas del idioma alemán más traducidos y citados.

## Vida

### Juventud y años de aprendizaje
«La ciudad de Düsseldorf es muy bonita, y cuando desde lejos se piensa en ella y da la casualidad que se ha nacido allí, el ánimo se torna extraño. Nací allí y para mí es como si debiera ir inmediatamente a casa. Y cuando digo ir a casa, quiero decir a la calle Bolker y a la casa en la que nací», escribió Heinrich Heine en 1827 en Ideas. El Libro de Le Grand.
Sobre la fecha de nacimiento de Heine ha existido durante largo tiempo no poca incertidumbre. Todos los documentos que pudieran orientarnos al respecto se han perdido. Heine se llamaba a sí mismo burlonamente "el primer hombre del siglo", pues aseguraba haber nacido en la noche de año nuevo de 1800, aunque en alguna ocasión designó 1799 como el año de su nacimiento. Investigaciones recientes concluyen que Harry Heine —tal era su nombre de pila, a causa de las veleidades anglófilas de su padre— vino al mundo el 13 de diciembre de 1797, por lo que su infancia y juventud se vieron marcados por los grandes cambios sobrevenidos a consecuencia de la Revolución francesa.

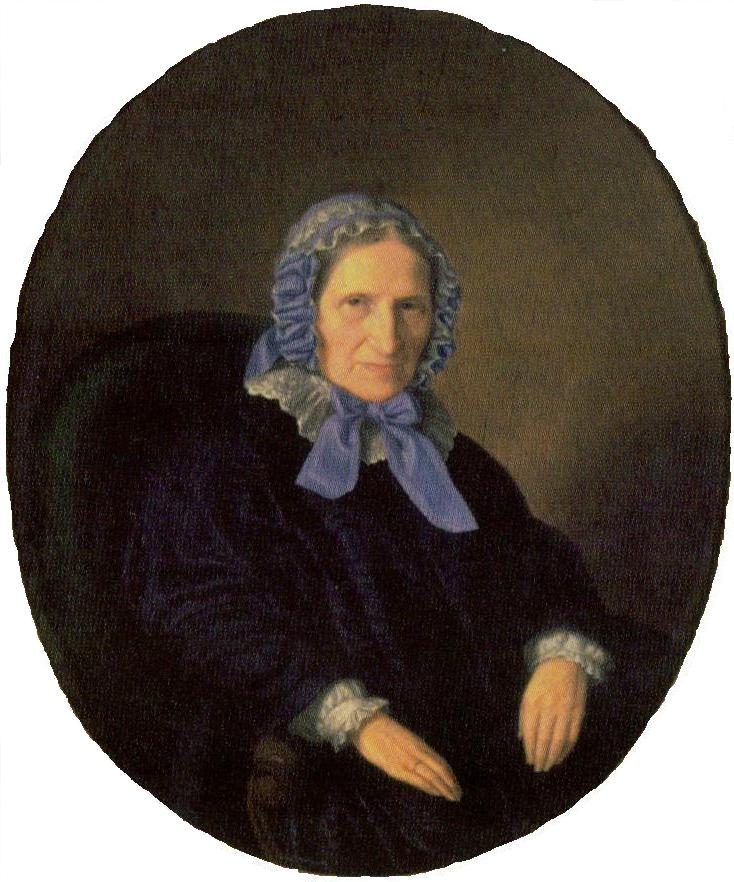
Betty Heine, madre de Heinrich Heine.

Heine fue el primogénito de los cuatro hijos del comerciante de telas Samson Heine y su esposa Betty, de soltera Peira van Geldern. Sus hermanos fueron Charlotte, Gustav (posterior barón Heine-Geldern y editor de la Wiener Fremdenblatt) y Maximilian, quien más tarde sería médico en San Petersburgo. Todos ellos crecieron bajo un continuo ejercicio de la Haskalá.
Desde 1803 Heine acudió a la escuela israelita privada de Hein Hertz Rintelsohn. Al año siguiente, cuando el electorado de Baviera asumió el gobierno del ducado de Berg y de su capital Düsseldorf, la ley permitió a niños judíos acudir a las escuelas cristianas, por lo que Heine pudo cursar la primaria estatal. En 1807 realizó clases preparatorias en el Liceo de Düsseldorf, actual Görres-Gymnasium; sin embargo salió de allí sin el certificado aprobatorio, pues siguiendo la tradición familiar se le tenía preparada una formación de comerciante.
En 1811, cuando contaba trece años, Heine asistió a la entrada de Napoleón Bonaparte en Düsseldorf. La ciudad y el ducado de Berg habían sido cedidos a Francia en 1806 por Baviera, motivo por el que, años más tarde, cuando fue perseguido en Alemania a causa de su asociación con la Joven Alemania y sus ideas liberales y republicanas, Heine pudo aspirar a la ciudadanía francesa.
Entre 1815 y 1816 Heine trabajó para Rindskopff, banquero de Fráncfort del Meno. Por entonces conoció la vida del importante gueto judío de la ciudad y, junto a su padre, frecuentó la logia masónica Zur aufgehenden Morgenröte, en el seno de la cual ambos sufrieron cierta marginación por su origen judío. Aunque ya había empezado a escribir en sus tiempos del Liceo, a partir de 1815 Heine escribió poemas con regularidad. En 1816 Heine comenzó a trabajar en Hamburgo, en el banco de su pudiente tío Salomon Heine, quien gozaba de importantes vínculos sociales y quien tomó a su sobrino a su cargo. Hasta su fallecimiento, en 1844, el banquero sostuvo económicamente a Heinrich, aunque no acabara de comprender los intereses literarios del hijo de su hermano, como dijo en una ocasión: «Si hubiese aprendido algo bueno, no tendría que escribir libros».
Como Heine mostraba cierto talento comercial, su tío le confió su propia empresa, una tienda de telas, pero al poco Harry Heine & Co. tuvo que declararse en bancarrota, ya que Heine consagraba más tiempo a su poesía que a los recibos. De esta época data también un amor no correspondido por su prima Amelie, que daría origen a su Buch der Lieder (Libro de canciones). El agobio que para Heine supuso superar su desengaño en la atmósfera de la casa de su tío es descrito en su poema «Affrontenburg».

### Estudios universitarios en Bonn, Göttingen y Berlín

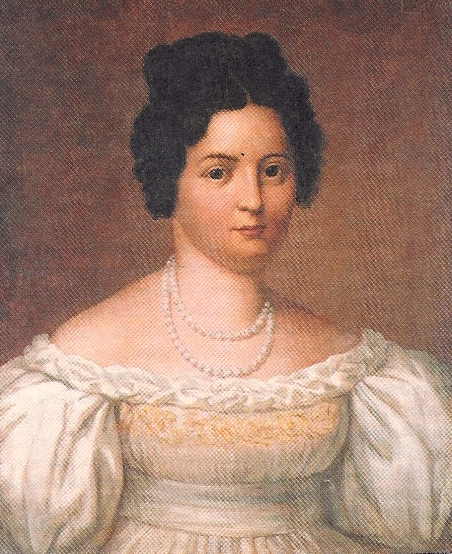
Amelie, prima y primer amor de Heine

Probablemente las discusiones dentro de la familia del tío acabaron cuando este se convenció de no presionar más a Harry y dejarlo hacer estudios lejos de Hamburgo. Aunque el Derecho no terminaba de motivarlo, se matriculó en 1819 en la Universidad de Bonn en donde solo cubrió una materia de la carrera. Por el contrario, en el semestre de invierno de 1819-20 asistió al seminario de Historia de la poesía y la lengua alemana de August Wilhelm Schlegel. Dicho cofundador del Romanticismo ejerció sobre el joven Heine una fuerte influencia literaria, lo cual no le impidió despotricar contra él en ensayos posteriores. Lo mismo ocurrió con su maestro en Bonn Ernst Moritz Arndt, cuya reaccionaria postura tomó a chacota Heine en diversas prosas y poemas. También abominó de la poesía de August von Platen-Hallermünde, que no podía soportar.
En el semestre de invierno de 1820 Heine asistió a la Universidad de Göttingen. Ahí se unió a las fuerzas armadas de la Landsmannschaft der Westfalen (hoy conocidas como Corps Hildeso-Guestphalia Göttingen). Sin embargo en febrero de 1821 tuvo que abandonar Göttingen debido a un duelo. Heine sufrió en ese momento el menosprecio social de los alemanes por su judaísmo y por el mismo motivo fue agredido por varias personas; los retó a duelo, pero la universidad suspendió por un semestre tanto a Heine como a sus contrincantes.

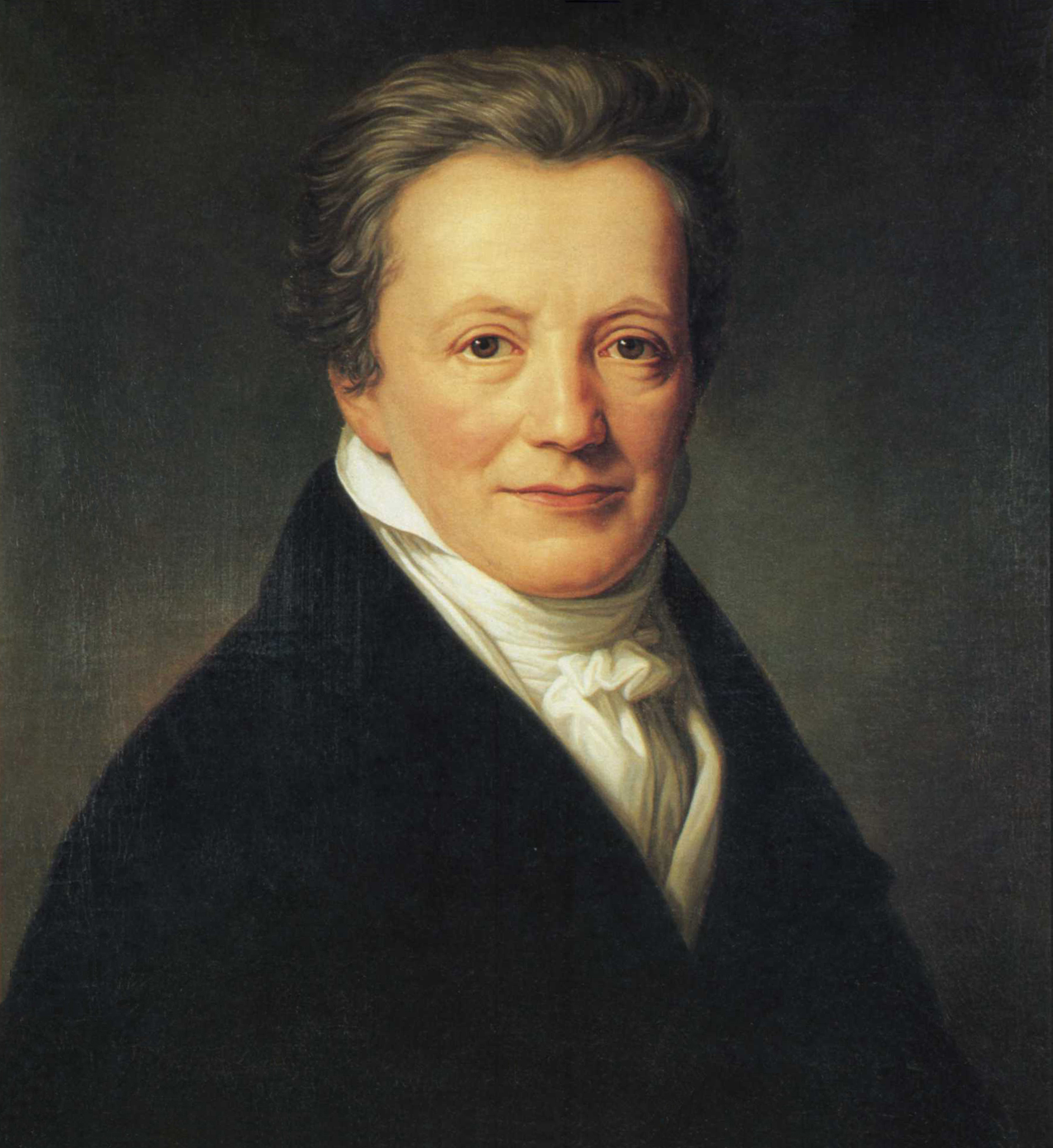
Salomon Heine (1767-1844). Hasta su muerte apoyó el acaudalado tío a su sobrino Harry.

Heine se marchó entonces a otra institución académica, la Universidad Humboldt de Berlín, en donde estudió de 1821 hasta 1823 y en donde entre otros asistió a las clases de Georg Wilhelm Friedrich Hegel. Pronto entró en contacto con el círculo literario de la ciudad y junto con otros fue invitado de forma regular al llamado segundo Salón Literario de Rahel Varnhagen. Rahel y su esposo Karl August Varnhagen von Ense se mantuvieron como grandes amistades de Heine e incluso lo apoyaron en su carrera como literato, mientras mantenían buenas pláticas literarias y además Heine conocía más gente del círculo literario. Varnhagen von Ense se mantuvo en contacto epistolar con Heine hasta su misma muerte. 

Durante su estancia en Berlín Heine publicó sus primeros libros. A principios de 1822 aparecieron en la librería Maurerschen sus Gedichte; en 1823 en la editorial Dümmler die Tragödien, nebst einem lyrischen Intermezzo. A sus tragedias Almansor y William Ratcliff les había dado Heine un lugar especial; sin embargo se publicaron sin éxito alguno. El estreno de Almansor en 1823 en Braunschweig tuvo que ser suspendido debido a las protestas del público, mientras que su obra Ratcliff ni siquiera alcanzó, durante su vida, una sola representación.

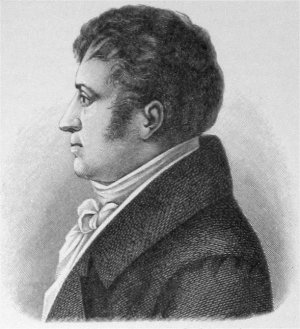
August Wilhelm Schlegel, quien acercó el romanticismo a Heine.

En 1822 Heine emprendió un viaje hacia Poznan (Polonia), y escribió unos interesantes diarios de viaje, que revelan su simpatía por los polacos. Fue ahí donde por primera vez a Heine le llamó la atención el judaísmo jasídico, y quedó cautivado por él, sin que llegara a más esa identificación. A principios de 1823 escribió en una carta a su amigo Immanuel Wohlwill: Auch ich habe nicht die Kraft einen Bart zu tragen, und mir Judemauschel nachrufen zu lassen, und zu fasten etc. Dos años antes, el  28 de junio de 1825 decidió convertirse al cristianismo, y fue recibido en la Iglesia Protestante como preliminar a su Doctorado en Leyes en Göttingen.

### Años de madurez y exilio
Heine se convirtió en el escritor alemán más popular de las décadas de los años treinta y cuarenta del siglo XIX y su editor, Julius Campe, se hizo rico gracias a su obra. Él, sin embargo, nunca pudo vivir de los ingresos derivados de sus éxitos literarios. Su incapacidad para acceder a la independencia material fue algo sumamente desestabilizador para su vida privada y socavó profundamente la efectividad política de sus intervenciones. Padeció miserias y estrecheces varias a las que pudo sobreponerse gracias a que prácticamente durante toda su vida recibió bien la ayuda financiera de su familia, de su acaudalado tío Salomon, bien subvenciones del gobierno francés, con François Guizot como ministro, que pasó por alto sus críticas hacia Luis Felipe. [...] Entre 1832 y 1843 publicó numerosos ensayos sobre la situación política de Francia y Alemania. Desde Francia colaboraba con revistas alemanas y escribía en francés informes sobre la situación de su patria nada condescendientes con sus gobernantes. En 1835 los escritos de Heine fueron totalmente censurados en territorio alemán.

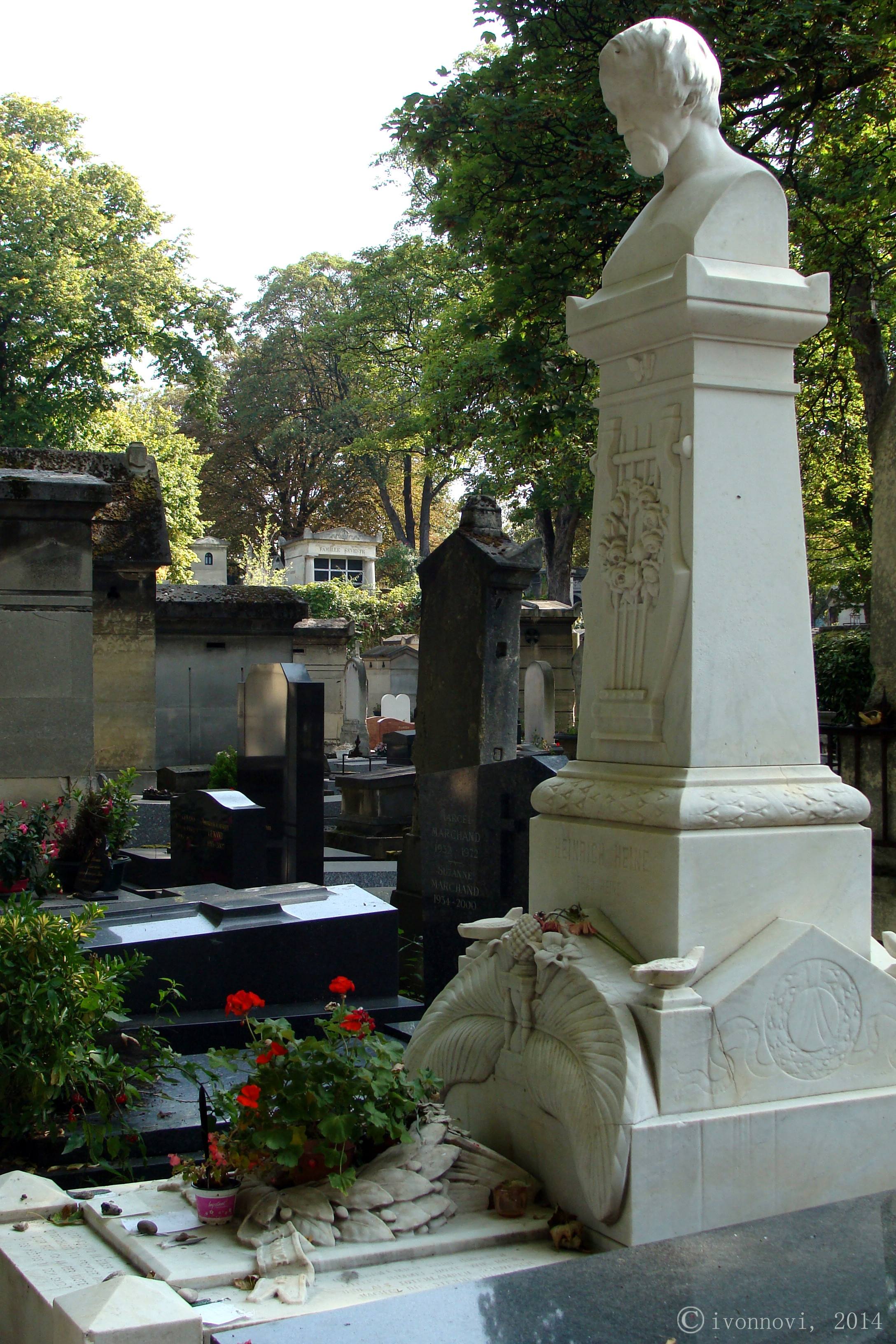
Tumba de Heine en el cementerio de Montmartre.

Simpatizante del socialismo utópico (Sansimonismo), perseguido por las autoridades y exiliado a causa de esas veleidades socialistas, pasó sus últimos ocho años de vida medio ciego y medio paralítico, en una cama, sobre cuatro colchones (se creía que padecía esclerosis múltiple o sífilis). Sin embargo tras un análisis de sus cabellos en 1997 se descubrió que murió por envenenamiento de plomo. Tradujo al alemán el Quijote a partir de la traducción en francés del hispanista Louis Viardot. La última vez que se arriesgó a salir fue en 1848, para ver en el Louvre la Venus de Milo, ante la que cayó desmayado. Su pesimismo se expresa en algunos de los más amargos poemas del Romancero (1851). Pocas horas antes de morir en París, como cuenta el hispanista Johannes Fastenrath en su La Walhalla... II, p. 526, dijo: «Dios me perdonará: es su oficio».
En su testamento prohibió expresamente que su cuerpo fuera trasladado a Düsseldorf, quiso ser enterrado en el cementerio parisino de Montmartre. En su lápida, se puede leer su poema "¿Dónde?".

### Recepción de su obra en el mundo hispánico
Marcelino Menéndez Pelayo escribió sobre él que era «un ruiseñor alemán que hizo nido en la peluca de Voltaire». Heine se interesó por la literatura española, especialmente por la barroca, gracias al éxito que tuvo el teatro clásico español en la Alemania romántica. Leyó el Quijote en su infancia, en la traducción de Ludwig von Tieck, y desde entonces lo releía cada lustro de su vida. Vio en él «la mayor de las sátiras contra el entusiasmo humano», y en Cervantes «al fundador de la novela moderna» y en el prólogo que antepuso a su edición francesa de la obra señaló en el personaje principal de Alonso Quijano al triste arquetipo del héroe romántico cuyos ideales son siempre derrotados por la realidad. 
Heine tuvo un considerable número de seguidores en España, en las postrimerías del Romanticismo y los comienzos del Posromanticismo: fue traducido por Eulogio Florentino Sanz, Augusto Ferrán y Enrique Gil y Carrasco y leído por escritores tan renombrados como Gustavo Adolfo Bécquer o Rosalía de Castro. En catalán fue traducido por el dibujante y literato Apeles Mestres. Su producción lírica fue calurosamente acogida durante el siglo XIX y comienzos del XX, pero aún hoy su relevante faceta como publicista y crítico literario es mucho menos conocida.
«En el ámbito de habla hispana, en el que Heine supo ocupar un lugar importante dentro del mercado literario, hoy se encuentra relegado a los especialistas, eruditos y amantes de las curiosidades, y sólo una parte muy reducida de su obra puede encontrarse en las librerías».

## Obras

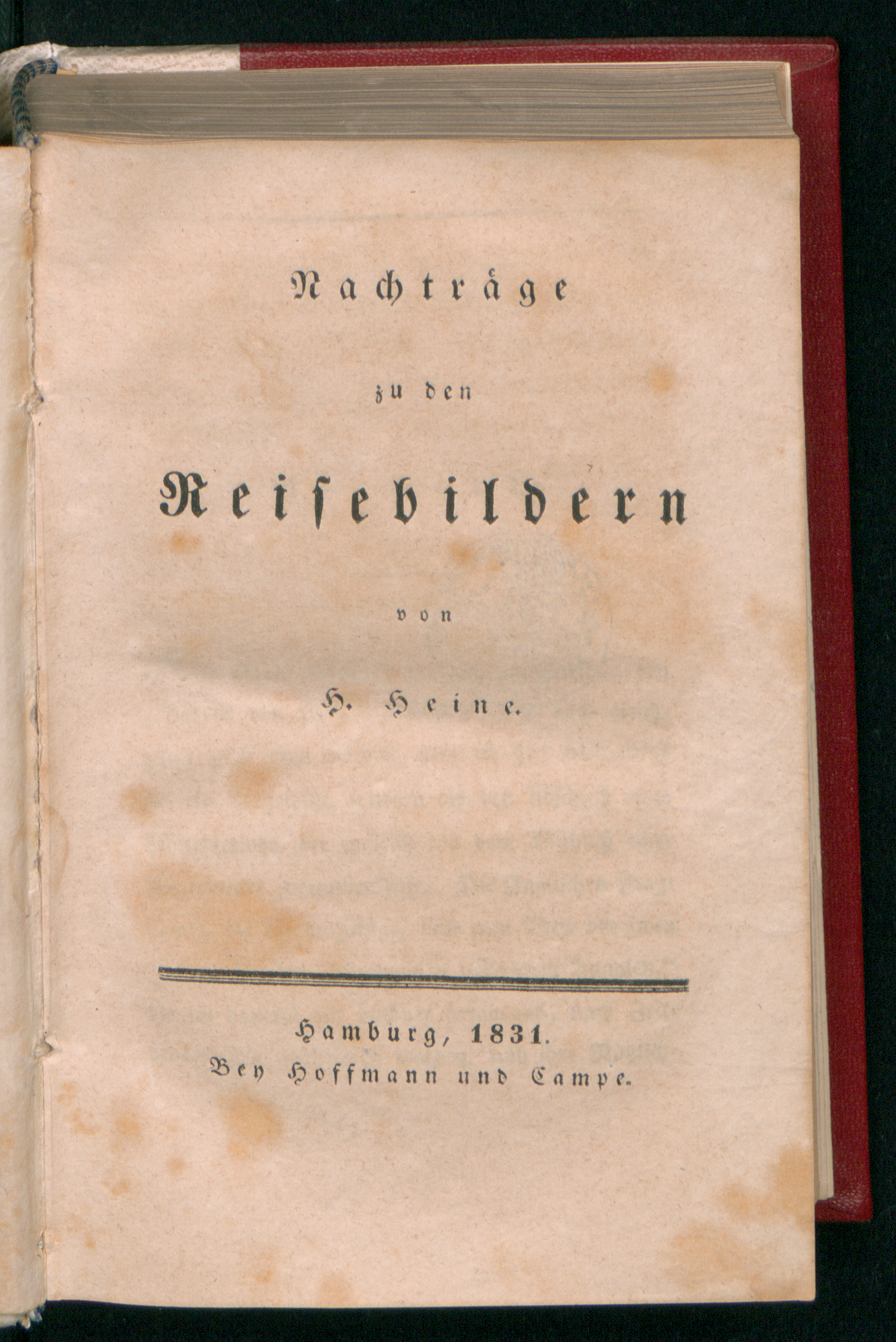
Reisebilder (1831)

### Obras selectas
- Gedichte, 1821
- Tragödien, nebst einem lyrischen Intermezzo, 1823
- Reisebilder, 1826-31
- Die Harzreise, 1826
- Ideen, das Buch le Grand, 1827
- Englische Fragmente, 1827
- Buch der Lieder, 1827
- Französische Zustände, 1833
- Zur Geschichte der neueren schönen Literatur in Deutschland, 1833
- Die romantische Schule, 1836
- Der Salon, 1836-40
- Ludwig Börne: Eine Denkschrift, 1840
- Neue Gedichte, 1844
- Deutschland. Ein Wintermärchen, 1844
- Atta Troll. Ein Sommernachtstraum, 1847
- Romanzero, 1851
- Der Doktor Faust, 1851
- Les Dieux en Exil, 1853
- Die Harzreise, 1853
- Lutezia, 1854
- Vermischte Schriften, 1854

### Traducciones y ediciones en español
- Intermezzo lírico. Versión española de Jesús Munárriz. Edición bilingüe. Madrid, Hiperión, 2020.
- Atta Troll. El sueño de una noche de verano. Traducción, presentación y glosario de Jesús Munárriz. Edición bilingüe. Madrid, Hiperión, 2011.
- La escuela romántica, Edición a cargo de Juan Carlos Velasco. Madrid, Alianza Editorial, 2010. // Otra versión: edición de Román Settón. Buenos Aires, Biblos, 2007.
- Sobre la historia de la religión y la filosofía en Alemania. Edición a cargo de Juan Carlos Velasco, Madrid, Alianza Editorial, 2008.
- Ludwig Börne. Un obituario. Introducción, traducción y notas de Miguel Vedda, Buenos Aires, Gorla, 2009.
- Libro de las canciones, Edición de José Luis Reina Palazón. Orense, Ediciones Linteo, 2009.
- Radikal. Una antología. 50 poemas críticos, satíricos, rebeldes o revolucionarios, seleccionados, traducidos, anotados y presentados por Jesús Munárriz. Edición bilingüe. Madrid, Hiperión, 2008.
- Confesiones y memorias. Traducción y notas Isabel Hernández. Barcelona, Alba Editorial, 2006.
- Cuadros de viaje, introducción, traducción y notas de Isabel García Adánez, Gredos, Madrid, 2003.
- Las memorias del señor de Schnabelewopski, Palma de Mallorca, José J. de Olañeta, 2002. // Otra versión: Córdoba, Berenice, 2010.
- Alemania. Un cuento de invierno. Versión castellana y notas de Jesús Munárriz. Edición bilingüe. Madrid, Hiperión, 2001.
- Gedichte-Auswahl. Antología poética. Edición bilingüe. Introducción y traducción Berit Balzer. Madrid, Ediciones de la Torre, 1995.
- Relatos, edición de Ana Pérez y traducción de Carlos Fortea, Cátedra, Madrid, 1992.
- Los dioses en el exilio. Traducción de Pedro Gálvez, Editorial Bruguera, Barcelona, 1984.
- Libro de cantares y prosa escogida, prólogo de Marcelino Menéndez Pelayo, Porrúa, México, 1984.
- Literatura Alemana, traducción de Mauricio Bacarisse, Editorial América, Madrid, 1920.
- Los dioses en el destierro, traducción de Pedro González-Blanco, F. Sempere y Compañía Editores, Valencia-Madrid, c. 1915.
- Ensayos. Sobre la historia de la religión y la filosofía en Alemania. La Escuela Romántica. Espíritus elementales, Akal, 2016. Traducción de Sabine Ribka.
- Lo que pasa en Francia, 1831-1832. Traducción del alemán por Fernando Vela. Revista de Occidente, Madrid, 1935.